# 大沼公園ユースホステル
大沼公園ユースホステル（おおぬまこうえんユースホステル）は、日本ユースホステル協会に加盟している北海道のユースホステル。大沼の南岸にある。現在は無期限休館中。

## 設備
- 個人や小グループに適している
- グループで一室利用可
- ゲストルームあり
- 駐車場あり
- 駐輪場あり
- 洗濯機あり
- 乾燥機あり
- 荷物預かりあり
- 全室禁煙
- 周辺にスキー場あり
- 周辺に温泉あり
- レンタサイクルあり

## アクセス
- JR函館本線（砂原回り）池田園駅裏口より湖側へ徒歩3分
  - または大沼公園駅徒歩35分 3km